# Piazza della Libertà (Charkiv)
Piazza della Libertà (in ucraino майдан Свободи?, majdan Svobody, detta anche in ucraino площа Свободи?, plošča Svobody; in russo площадь Свободы?, ploščad' Svobody) è una piazza della città ucraina di Charkiv. È la sesta piazza più grande d'Europa e la ventitreesima più grande del mondo.

## Storia

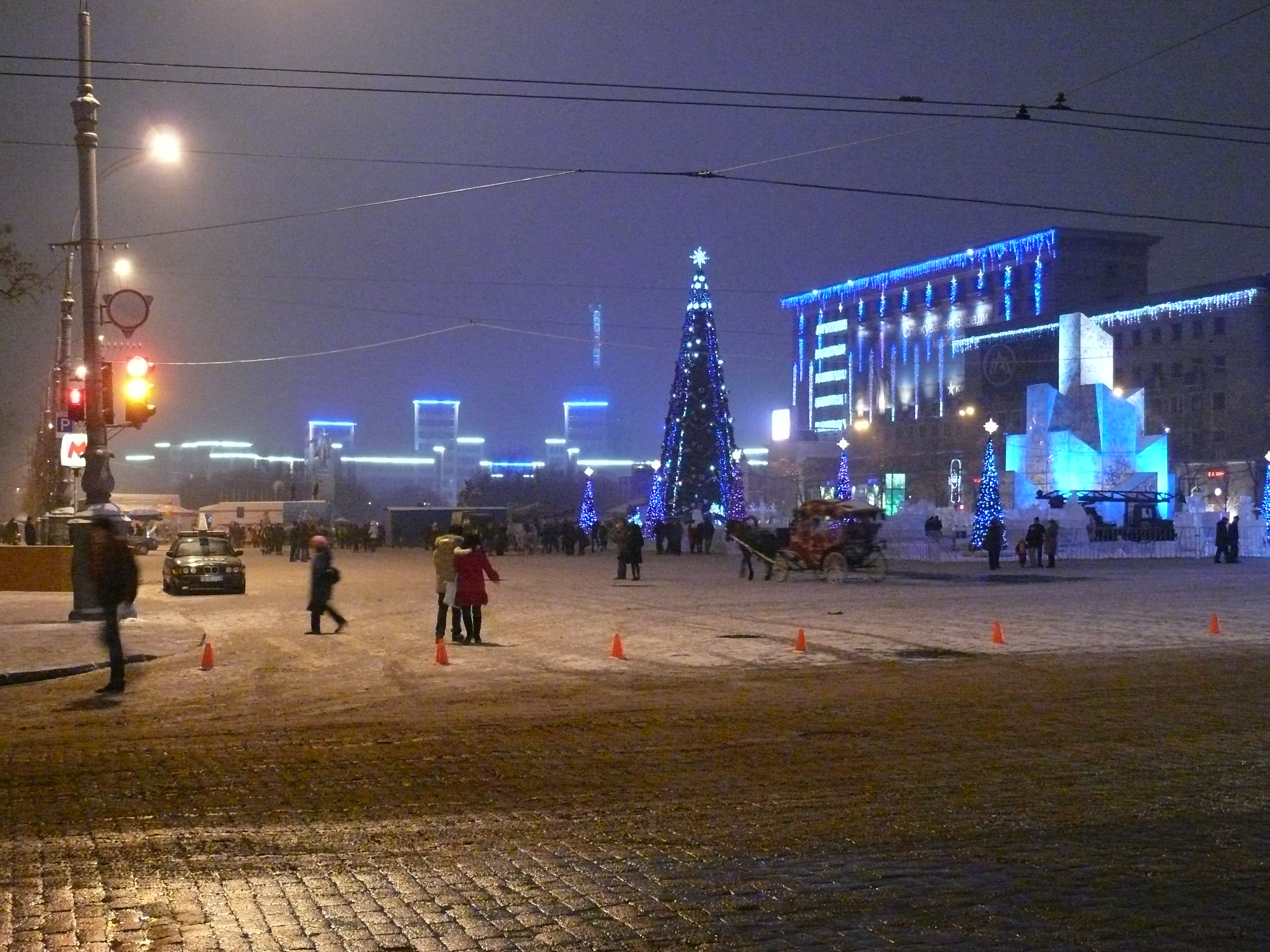
Una foto della piazza durante il Capodanno del 2009

Dal 1926 al 1996 fu nota come piazza Dzeržinskij, dal nome di Feliks Ėdmundovič Dzeržinskij, fondatore della Čeka, la polizia segreta bolscevica. Nel periodo dell'occupazione tedesca cambiò nome due volte: nel 1942 fu intitolata all'Esercito tedesco e nel 1943 alle Leibstandarde SS
Dopo la guerra, venne lastricata con l’impiego di prigionieri di guerra tedeschi.
Nel 1964 vi fu eretta una imponente statua di Lenin; abbattuta il 28 settembre 2014, durante la crisi ucraina, da un gruppo di manifestanti nazionalisti radicali. Il nome attuale della piazza risale al 1996 in seguito all'indipendenza dell'Ucraina dall'Unione Sovietica.

## Descrizione
La parte principale della piazza è delimitata ad ovest dalla statua di Lenin, a est da via Sumska, a nord dall'albergo Charkiv e a sud dal parco Ševčenko. Misura approssimativamente 690–750 metri per 96–125 per una superficie di 11,6-11,9 ettari.
Ospita il grattacielo Deržprom (in ucraino Держпром?) uno dei primi grattacieli sovietici tipici dell'architettura costruttivista, ed edifici dell'università.